# Ángel Pedraza
Ángel Pedraza Lamilla (La Rinconada, 4 de outubro de 1962 – Barcelona, 8 de janeiro de 2011) foi um futebolista e treinador de futebol espanhol, que jogou como zagueiro e meia.